# Väntan på syndafloden
Väntan på syndafloden är en japansk film från 1991 i regi av Atsushi Kimura.

## Rollista (i urval)
- Kenichi Okamoto - Hikaru Azu
- Hikari Ishida - Yuki Ono
- Tadanobu Asano - Sadahito Iwata
- Ittoku Kishibe - Rikiya Azuma
- Frankie Sakai - Tadashi Ono